# Zillertalbahn

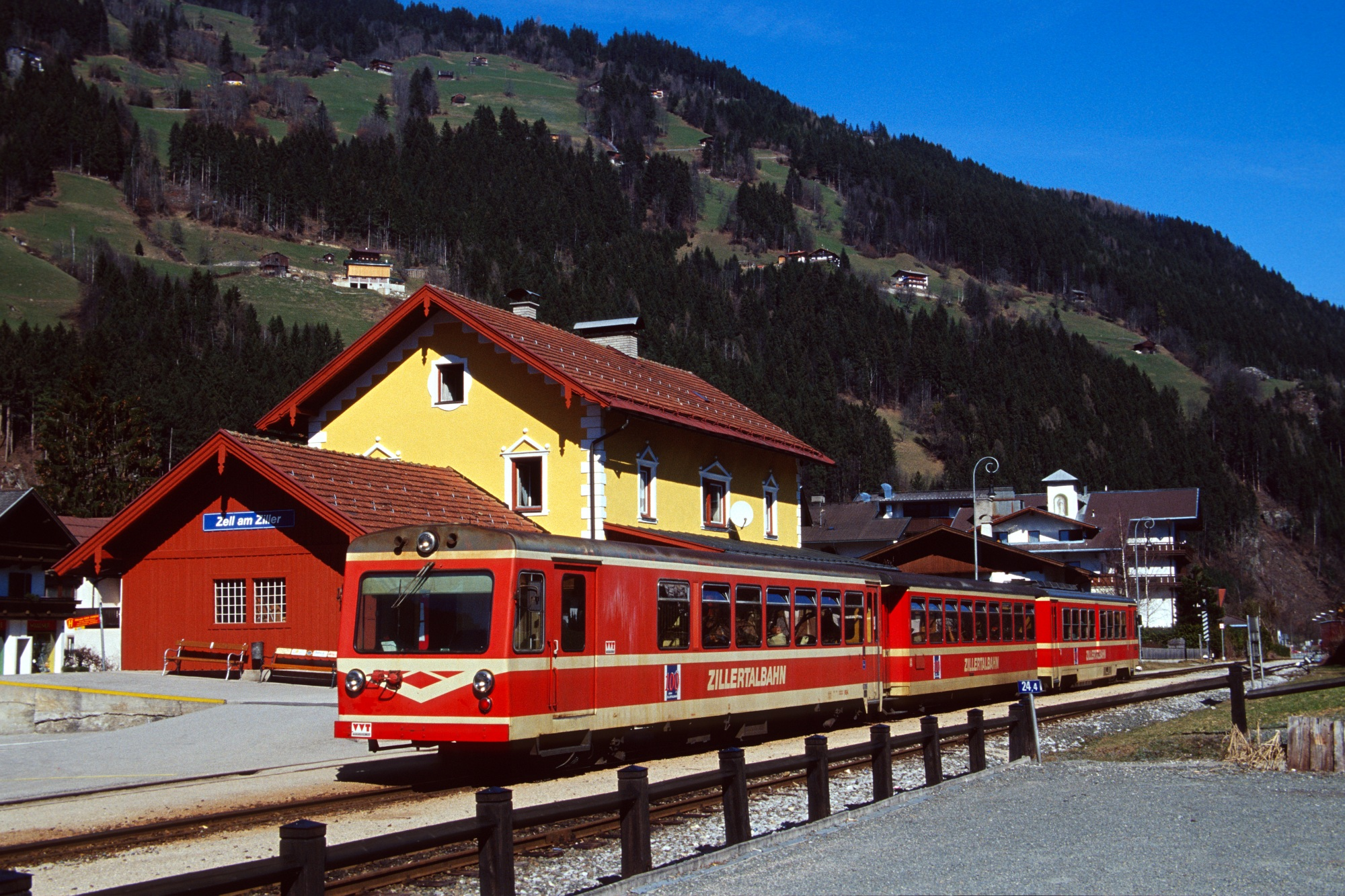
Trein in Zell am Ziller, 2002.

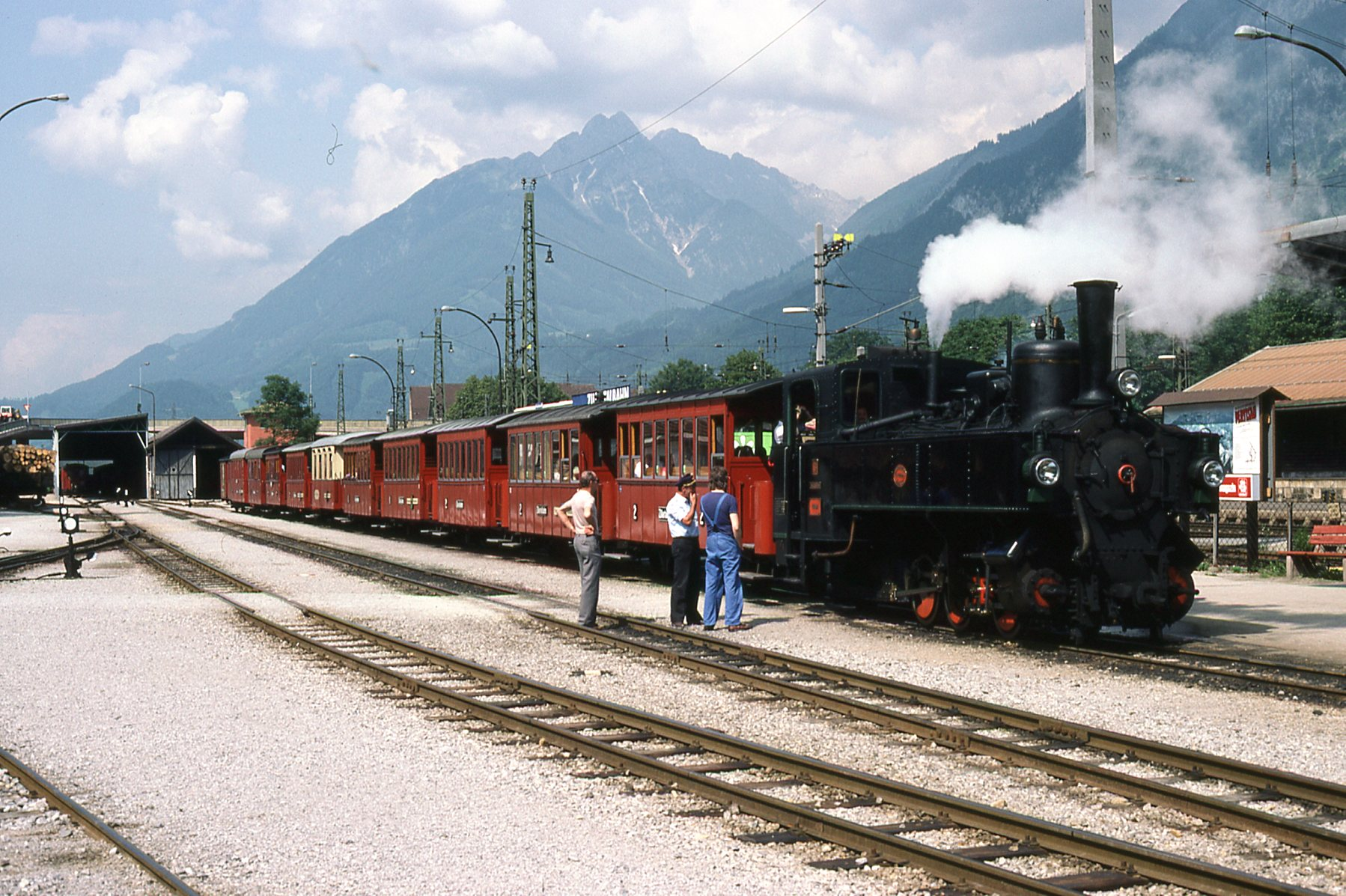
Stoomtrein in Jenbach, omstreeks 1978.

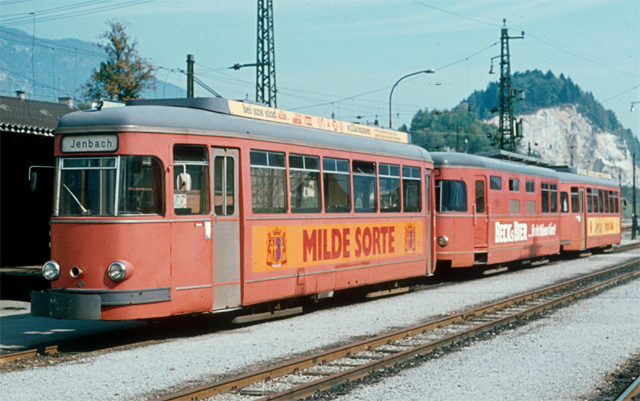
Voormalig RTM-tramstel in Jenbach, 1980.

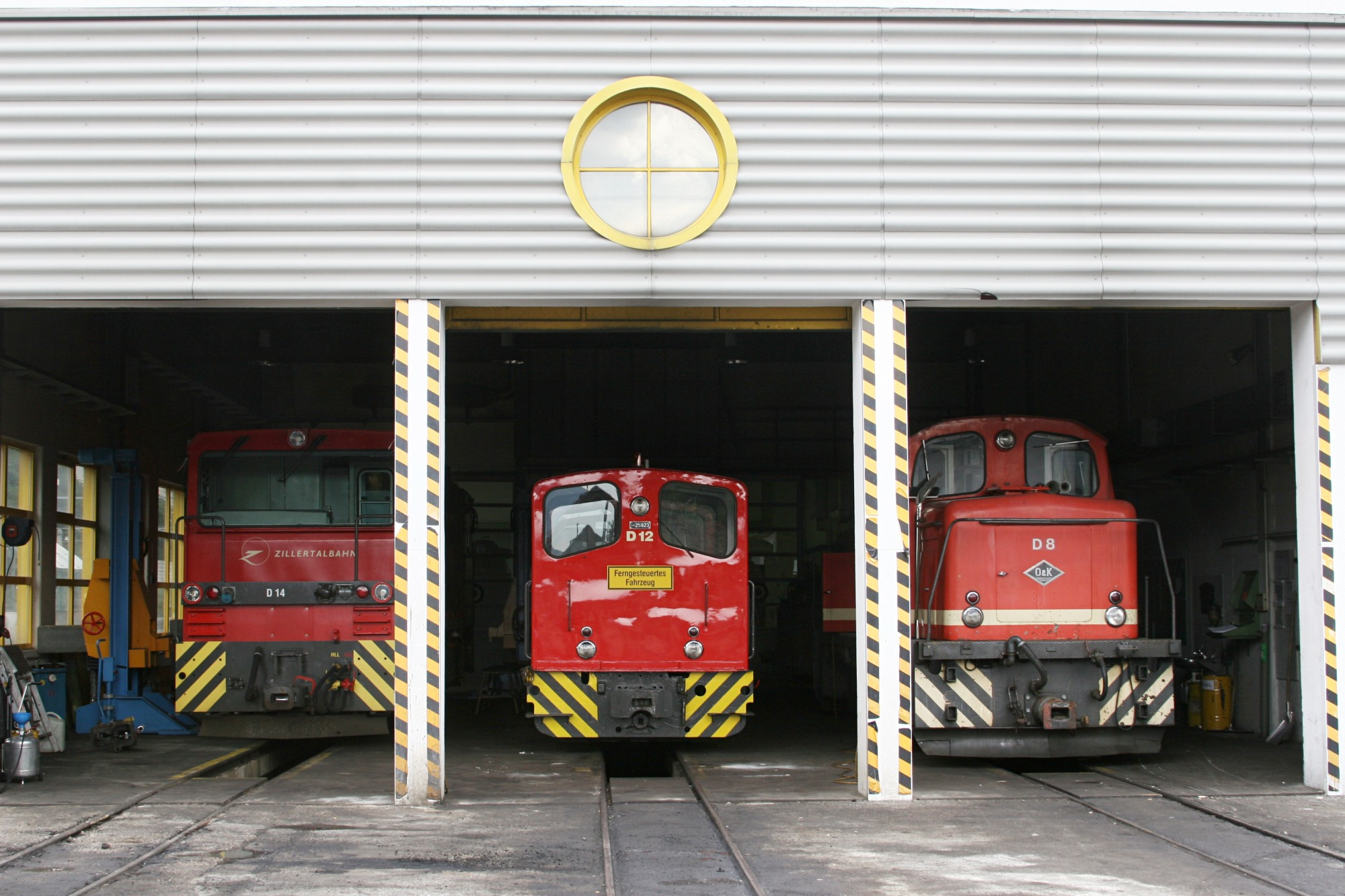
Diesellocomotieven van de Zillertaler Verkehrsbetriebe.

De Zillertalbahn ('Zillertalspoorlijn'), geëxploiteerd door de Zillertaler Verkehrsbetriebe AG – voorheen Zillertalbahn AG - is een Oostenrijkse spoorlijn van Jenbach naar Mayrhofen door het Zillertal. Deze particuliere smalspoorlijn heeft een spoorwijdte van 760 mm (Bosnisch smalspoor).
In Jenbach bestaat aansluiting op de Unterinntal-hoofdspoorlijn Kufstein - Innsbruck en de Achenseebahn, een tandradspoorweg naar de Achensee.

## Geschiedenis
De lijn is in etappes geopend in de jaren 1900-1902. Dankzij de magnesietwinning in Tux verkreeg de Zillertalbahn AG een solide financiële basis. In de jaren zestig werd het voortbestaan van de lijn bedreigd door de komst van een autosnelweg door het Zillertal. Dankzij het transport van bouwmaterialen, waaronder 325.000 ton cement, voor een energiecentrale in Mayrhofen, kon de lijn toch overleven.
Tegenwoordig dient de lijn alleen nog voor regionaal vervoer, toeristische doelen. Het vroeger zeer belangrijke houtvervoer van en naar diverse houtzagerijen is begin 2013 tot stilstand gekomen omdat de laatst overgebleven zagerij (Binder Holz in Fugen) voor het vervoer van boomstammen op vrachtauto's is omgeschakeld. Tegenwoordig rijdt er alleen nog facultatief een goederentrein om houtproducten (planken) vanaf de zagerij af te voeren. Deze trein vertrekt rond 9 uur uit Jenbach.

## Dienstregeling
De Zillertalbahn heeft twee soorten stations: Bahnhof (Station), Haltestelle (Halte). Op de stations stoppen de treinen altijd, op de haltes stoppen de treinen alleen op verzoek. Dat kan door middel van knoppen in de trein en op de perrons. Er rijdt om het half uur een trein in beide richtingen.
Er zijn plannen om tussen 2020 en 2025, als de nieuwe waterstoftreinen er zijn, tussen Fügen en Mayrhofen elk kwartier een trein te laten rijden.

## Toekomst
Er was een plan om de Zillertalbahn in 2014 verder langs de Ziller aan te sluiten op de dalstations van de Ahornbahn en de Penkenbahn in Mayrhofen. Dit plan is nooit uitgevoerd.
In februari 2018 werd bekendgemaakt dat tussen 2020 en 2025 de (verouderde) dieseltreinen zullen worden vervangen door waterstoftreinen. De Zillertalbahn is daarmee de eerste smalspoorlijn ter wereld die waterstoftreinen inzet. Er werd voor waterstoftreinen gekozen omdat de waterstof in Mayrhofen in de energiecentrale geproduceerd kan worden, en omdat er aan de infrastructuur weinig veranderd hoeft te worden, wat bij electrificatie wel het geval is omdat dan over het hele traject een bovenleiding dient te worden opgehangen. De lokale bevolking zag ook liever de waterstoftreinen in plaats van de bovenleiding omdat ze bang waren dat door de bovenleiding en de velen masten en portalen het mooie uitzicht in het dal verpest werd.

## Materieel
Het regionale vervoer wordt doorgaans uitgevoerd met dieseltreinen. Voor toeristische ritten worden ook wel stoomtreinen ingezet.
Het oorspronkelijke materieel bestond uit 2 stoomlocomotieven, 10 rijtuigen en 22 goederenwagens. Al in de jaren twintig verscheen het eerste motorrijtuig met verbrandingsmotor. Een bijzondere dieseltrein bij de Zillertalbahn was van 1967 tot 1999 het driedelige "Sperwer"-tramstel van de Rotterdamse Tramweg Maatschappij, dat inmiddels in gerestaureerde vorm bedrijfsvaardig is bij de Stichting voorheen RTM.
Een deel van het historische materieel van de Zillertalbahn werd ten geschenke gegeven aan de Welshpool and Llanfair Light Railway, een toeristische spoorweg in het graafschap Powys in Wales.